# Carlo XV di Svezia
Carlo XV e IV di Svezia e di Norvegia, nome completo Carl Ludvig Eugén Bernadotte (Stoccolma, 3 maggio 1826 – Malmö, 18 settembre 1872) fu re di Svezia con il nome di Carlo XV e di Norvegia con il nome di Carlo IV, dal 1859 fino alla morte.
Era il primogenito di re Oscar I e Giuseppina di Leuchtenberg. Il 19 giugno 1851 sposò Luisa dei Paesi Bassi, figlia del principe Federico dei Paesi Bassi e della principessa Luisa di Prussia, e nipote di re Guglielmo I dei Paesi Bassi.

## Biografia

### Infanzia

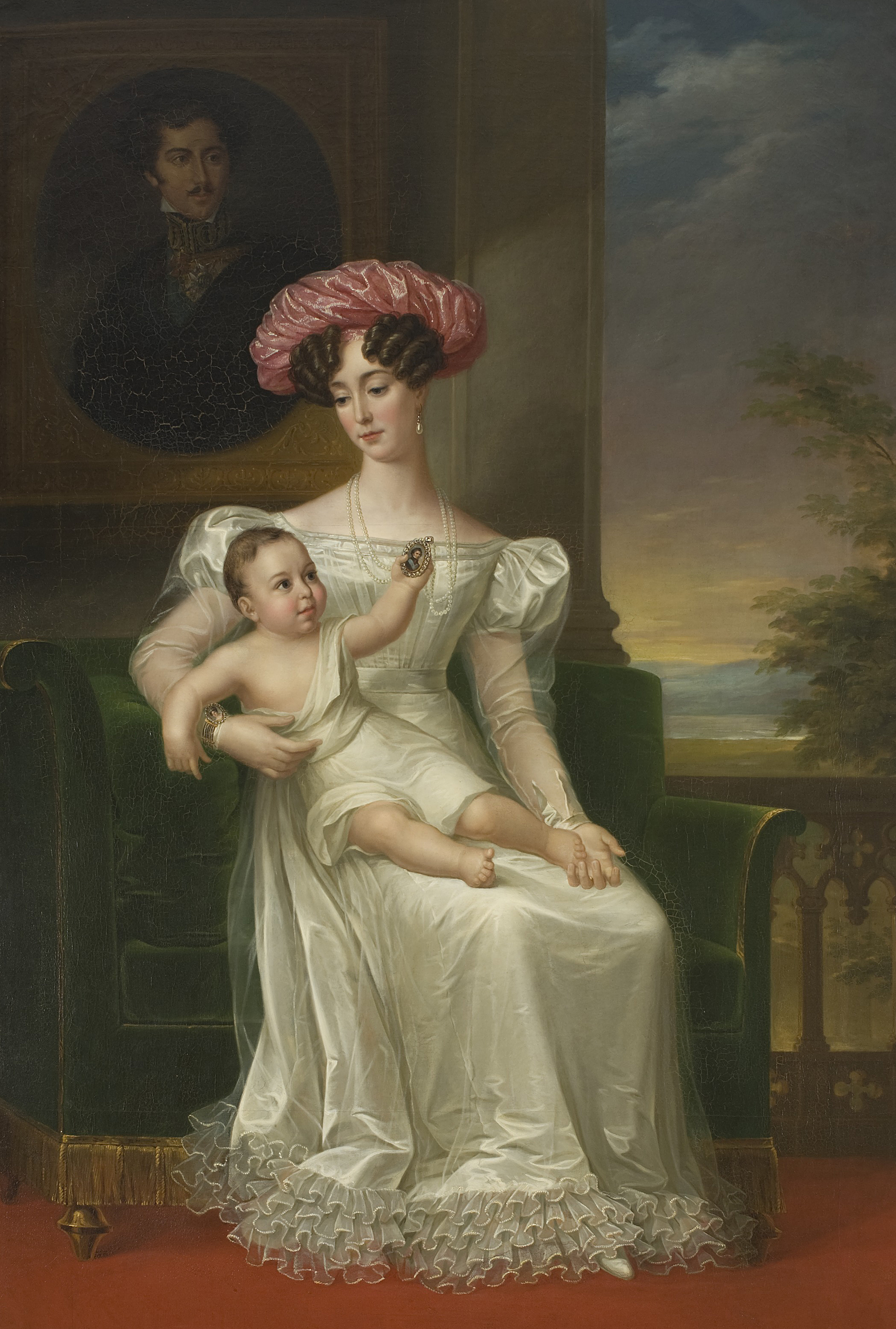
Carlo in tenera età con la madre, Giuseppina di Leuchtenberg

Nato nel Palazzo reale di Stoccolma, alla sua nascita fu subito creato duca di Scania. Il principe ereditario fu brevemente viceré di Norvegia nel 1856 e nel 1857. Durante la sua infanzia fu affidato alle cure della contessa Christina Ulrika Taube, la governante reale. Come figlio di Giuseppina di Leuchtenberg, era discendente di re Gustavo I di Svezia e di una sorella di re Carlo X di Svezia, la cui discendenza ritornò sul trono dopo averlo perso, nel 1818, dopo la morte di re Carlo XIII di Svezia.

### Principe ereditario

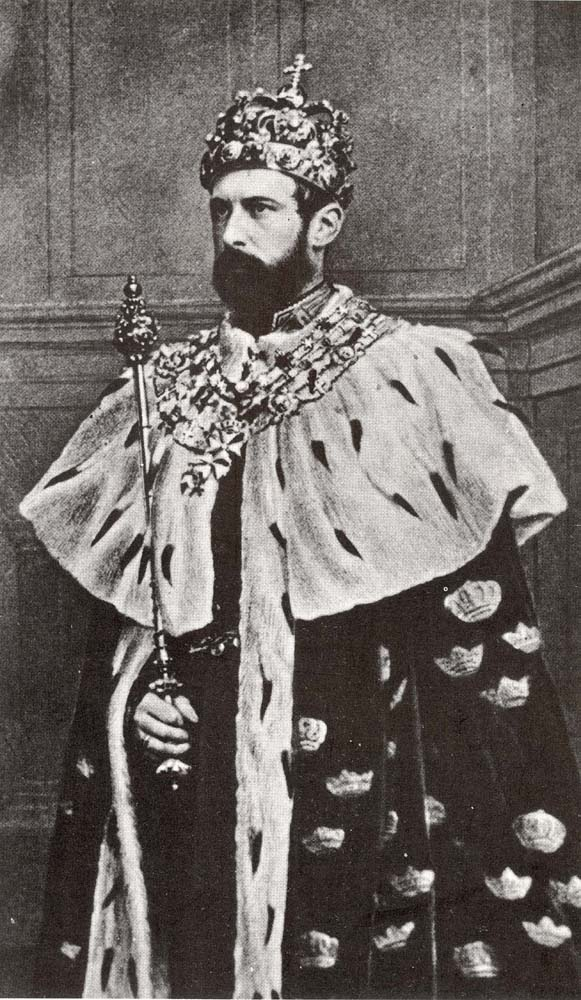
Ritratto di Re Carlo XV con le insegne regali a Re di Svezia

Suo nonno, Carlo XIV, fu colpito da un ictus nel giorno del suo 81º compleanno, nel 1844, morendo poco dopo. Gli successe il suo unico figlio con il nome di Oscar I. Dopo l'ascesa al trono di suo padre, il giovane Carlo fu nominato cancelliere delle università di Uppsala e Lund e, nel 1853, cancelliere della Reale Accademia delle Belle Arti. L'11 febbraio 1846 fu nominato membro onorario dell'Accademia reale svedese delle scienze.
Il principe ereditario fu viceré di Norvegia brevemente nel 1856 e nel 1857. Diventò reggente il 25 settembre 1857.

### Matrimonio

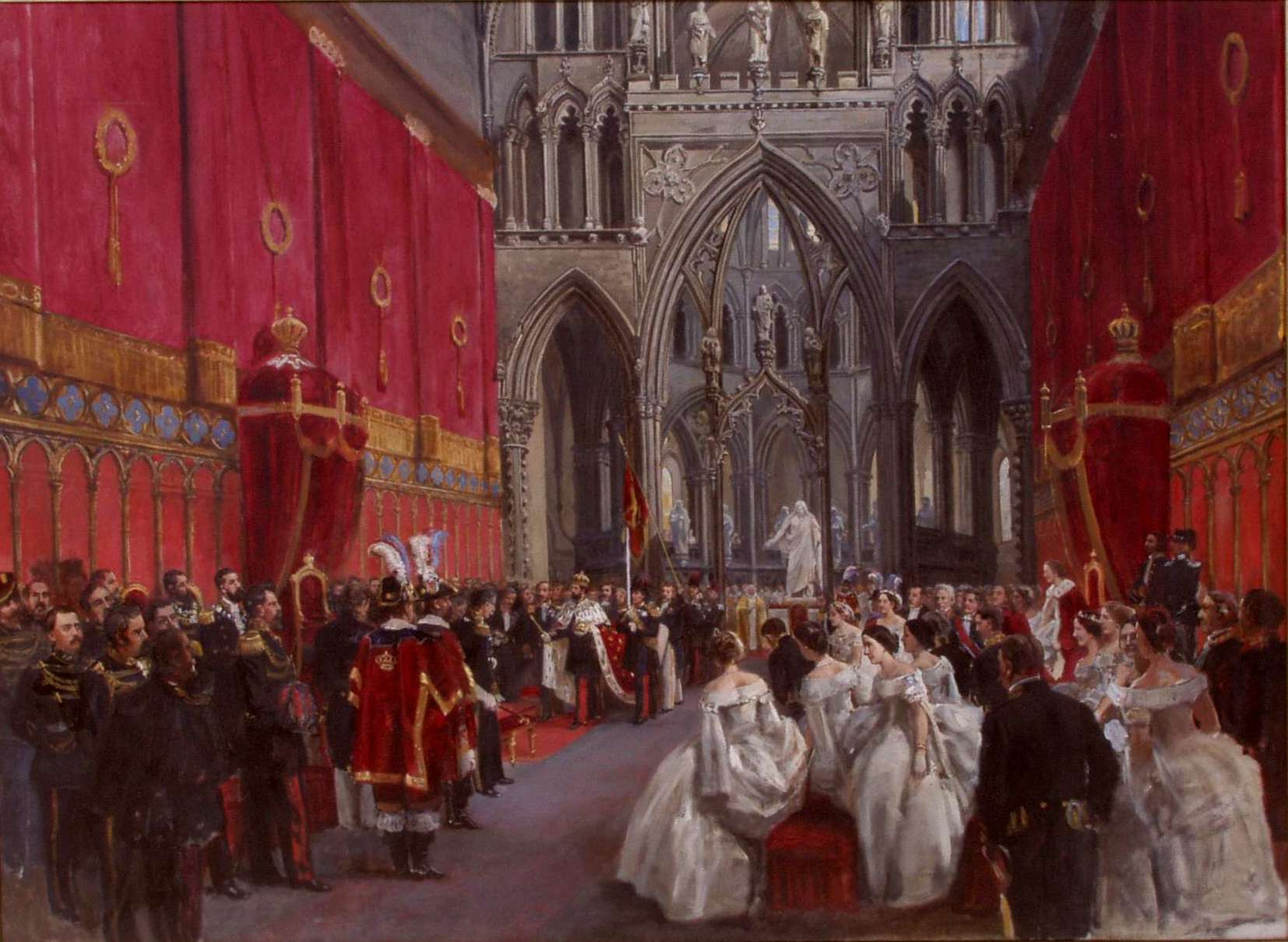
Incoronazione di Re Carlo XV e Luisa dei Paesi Bassi nel 1860.

Il 19 giugno 1850 Carlo sposò a Stoccolma la principessa Luisa dei Paesi Bassi, nipote di Guglielmo II dei Paesi Bassi, attraverso suo padre e nipote di Guglielmo I di Prussia, attraverso sua madre.
Luisa era una donna colta e raffinata, tuttavia, era considerata piuttosto normale e Carlo era deluso dal suo aspetto. Luisa era innamorata di suo marito, mentre lui preferiva altre donne, rattristandola profondamente. Le sue amate ben note comprendevano l'attrice Laura Bergnéhr, la contessa Josephine Sparre, Wilhelmine Schröder e le attrici Hanna Styrell ed Elise Hwasser. D'altra parte, il suo rapporto con la sua unica figlia, Luisa, era unito.
Molti pettegolezzi sostengono che Carlo ebbe molti figli illegittimi.

### Re di Svezia e di Norvegia

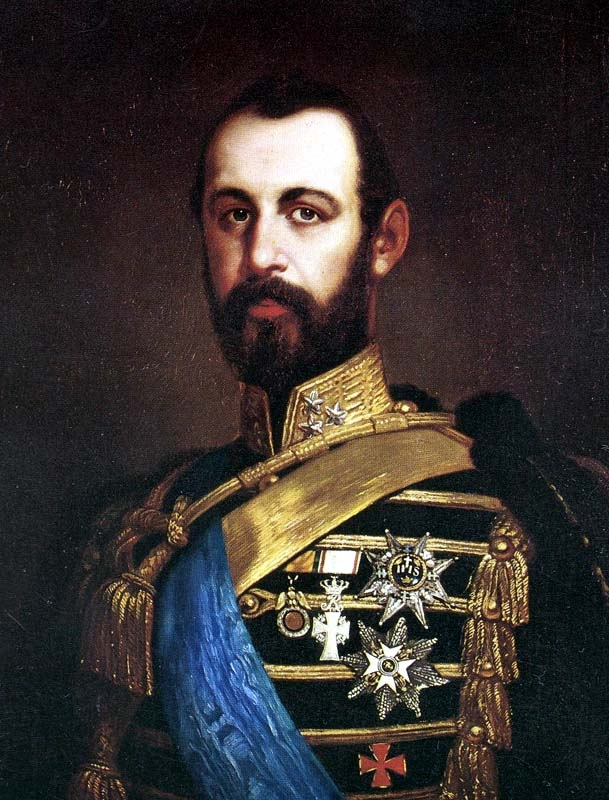
Carlo XV, re di Svezia e di Norvegia

Come principe ereditario, i suoi modi bruschi e non convenzionali indussero molti a preoccuparsi della sua futura ascesa al trono, anche se poi Carlo si dimostrò uno dei più popolari re scandinavi e uno dei re più fedeli alla costituzione. Il suo regno divenne famoso per le sue riforme: la legge comunale (1862), la legge ecclesiastica (1863) e la legge sul crimine (1864) furono approvate proprio per volere del re, il cui motto era: «Land skall med lag byggas» (con la legge si costruirà lo Stato).

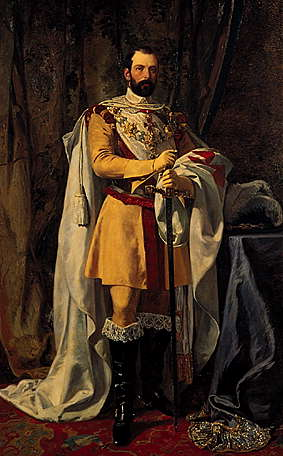
Ritratto di Re Carlo XV di Svezia e di Norvegia
Johan Fredrik Höckert, 1865

Carlo era un convinto difensore della causa scandinava e della politica di solidarietà tra i tre regni settentrionali; la sua forte amicizia con re Federico VII di Danimarca, lo indusse a promettere alla Danimarca il suo sostegno alla vigilia della guerra del 1864, che, per certi aspetti, era ingiustificabile. Comunque, a causa della mancanza di preparazione dell'esercito svedese e delle difficoltà della situazione, Carlo fu obbligato a dichiararsi poi neutrale.

### Morte

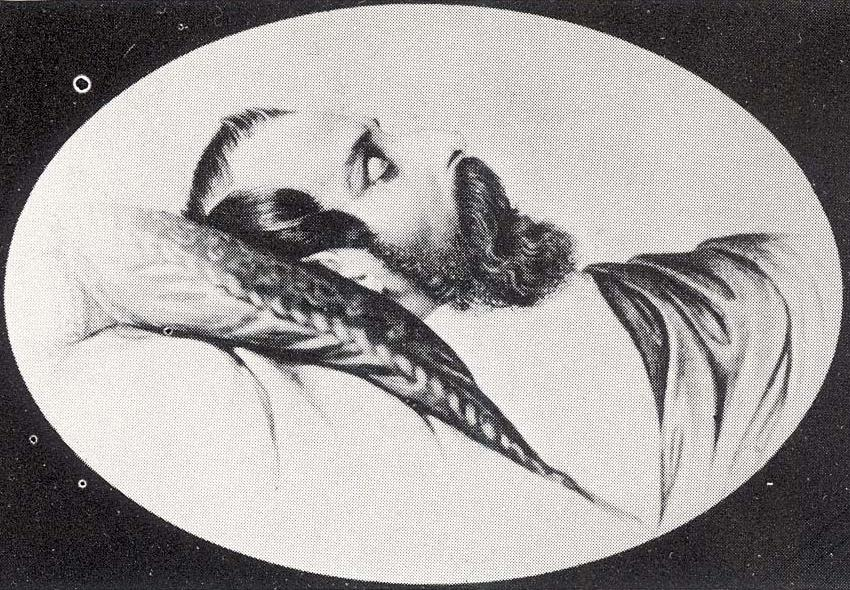
Carlo sul letto di morte

Il re morì a Malmö il 18 settembre 1872.
Come suo padre e suo nonno, fu massone e Gran Maestro della Massoneria svedese.

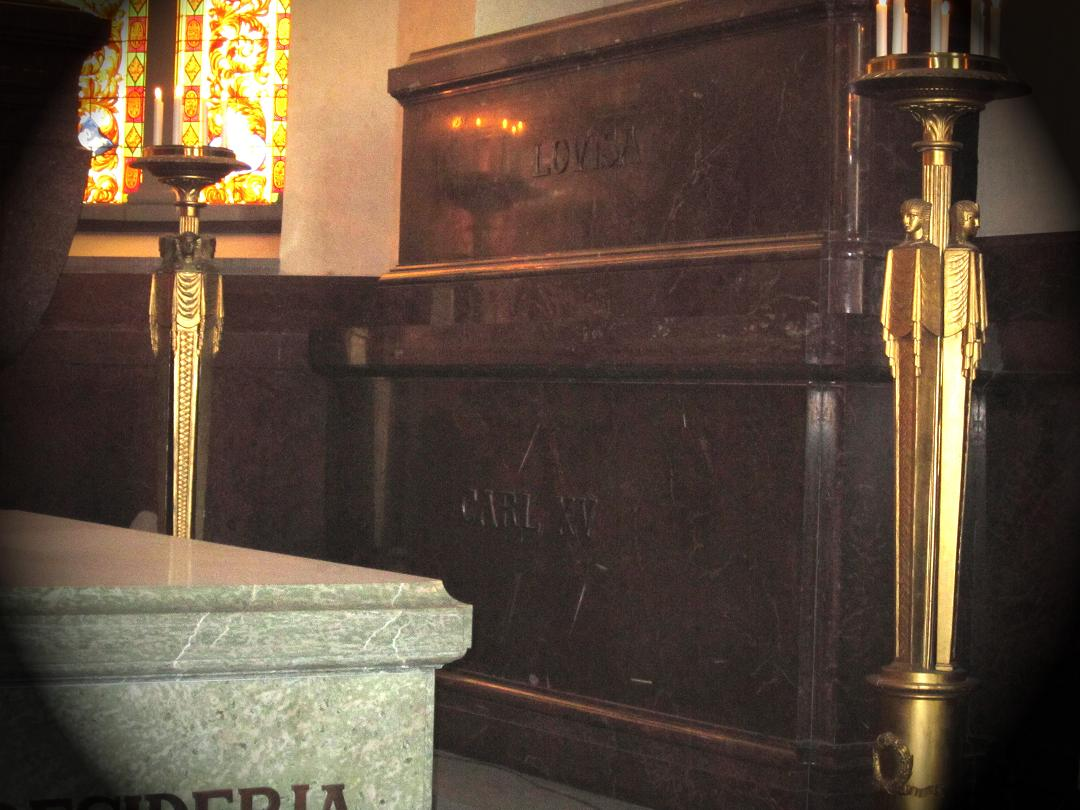
La tomba di Carlo XV di Svezia e di Luisa dei Paesi Bassi

Carlo XV era un apprezzato pittore, e le sue poesie rivelano la sua perizia nello scrivere. Gli successe al trono di Norvegia e Svezia il fratello Oscar II. Poche settimane prima della morte di Carlo XV/IV, la figlia Luisa diede alla luce il suo secondo figlio, il giovane principe di Danimarca fu battezzato con il nome del nonno, Carlo, e nel 1905 questo nipote, il principe Carlo, salì al trono di Norvegia, diventando così successore del nonno, da parte della madre, nel Paese, e assunse il nome regnante di Haakon VII. L'attuale sovrano, re Harald V di Norvegia, è pro-pro-pronipote di Carlo, anche da parte di madre.
Nessun re di Svezia successivo a Carlo XV è suo diretto discendente. I suoi discendenti, comunque, sono, o sono stati, sui troni di Danimarca, Lussemburgo, Grecia, Belgio e Norvegia.

## Discendenza
Carlo e Luisa dei Paesi Bassi ebbero due figli:
- S.A.R. Luisa, Principessa di Svezia e di Norvegia, futura regina di Danimarca (1851-1926);
- S.A.R. Carl Oscar Vilhelm Fredrick , Principe di Svezia e di Norvegia, duca di Södermanland (1852-1854).

Carlo ebbe anche due figli illegittimi:
- Carl Johan Bolander, (4 febbraio 1854-28 luglio 1903), padre del vescovo Nils Bolander[7]
- Ellen Svensson Hammar (28 ottobre 1865-1931)

## Ascendenza
|                              |                          |                                                    | Genitori                                               |  |  | Nonni |  |  | Bisnonni              |  |  | Trisnonni       |  |
|                              |                          |                                                    |                                                        |  |  |       |  |  | Jean Henri Bernadotte |  |  | Jean Bernadotte |  |
|                              |                          |                                                    |                                                        |  |  |       |  |  | Jean Henri Bernadotte |  |  | Jean Bernadotte |  |
|                              |                          | Marie du Pucheu                                    |                                                        |  |  |       |  |  | Jean Henri Bernadotte |  |  |                 |  |
| Carlo Giovanni XIV di Svezia |                          |                                                    |                                                        |  |  |       |  |  | Jean Henri Bernadotte |  |  |                 |  |
|                              |                          | Jeanne de Saint Vincent                            | Jean de Saint Vincent                                  |  |  |       |  |  |                       |  |  |                 |  |
|                              |                          | Jeanne de Saint Vincent                            | Jean de Saint Vincent                                  |  |  |       |  |  |                       |  |  |                 |  |
|                              |                          | Jeanne de Saint Vincent                            | Marie d'Abbadie de Sireix                              |  |  |       |  |  |                       |  |  |                 |  |
| Oscar I di Svezia            |                          | Jeanne de Saint Vincent                            |                                                        |  |  |       |  |  |                       |  |  |                 |  |
|                              |                          | François Clary                                     | Joseph Clary                                           |  |  |       |  |  |                       |  |  |                 |  |
|                              |                          | François Clary                                     | Joseph Clary                                           |  |  |       |  |  |                       |  |  |                 |  |
|                              |                          | François Clary                                     | Françoise Agnes Ammoric                                |  |  |       |  |  |                       |  |  |                 |  |
| Désirée Clary                |                          | François Clary                                     |                                                        |  |  |       |  |  |                       |  |  |                 |  |
|                              |                          | Françoise Rose Somis                               | Joseph Ignace Somis                                    |  |  |       |  |  |                       |  |  |                 |  |
|                              |                          | Françoise Rose Somis                               | Joseph Ignace Somis                                    |  |  |       |  |  |                       |  |  |                 |  |
|                              |                          | Françoise Rose Somis                               | Catherine Rose Soucheiron                              |  |  |       |  |  |                       |  |  |                 |  |
| Carlo XV di Svezia           |                          | Françoise Rose Somis                               |                                                        |  |  |       |  |  |                       |  |  |                 |  |
|                              | Alexandre de Beauharnais | François V de Beauharnais                          |                                                        |  |  |       |  |  |                       |  |  |                 |  |
|                              | Alexandre de Beauharnais | François V de Beauharnais                          |                                                        |  |  |       |  |  |                       |  |  |                 |  |
|                              | Alexandre de Beauharnais | Marie Anne Henriette Françoise Pyvart de Chastulle |                                                        |  |  |       |  |  |                       |  |  |                 |  |
| Eugenio di Beauharnais       | Alexandre de Beauharnais |                                                    |                                                        |  |  |       |  |  |                       |  |  |                 |  |
|                              |                          | Giuseppina de Tascher de la Pagèrie                | Joseph-Gaspard de Tascher de La Pagerie                |  |  |       |  |  |                       |  |  |                 |  |
|                              |                          | Giuseppina de Tascher de la Pagèrie                | Joseph-Gaspard de Tascher de La Pagerie                |  |  |       |  |  |                       |  |  |                 |  |
|                              |                          | Giuseppina de Tascher de la Pagèrie                | Rose-Claire des Vergers de Sanois                      |  |  |       |  |  |                       |  |  |                 |  |
| Giuseppina di Leuchtenberg   |                          | Giuseppina de Tascher de la Pagèrie                |                                                        |  |  |       |  |  |                       |  |  |                 |  |
|                              |                          | Massimiliano I di Baviera                          | Federico Michele di Zweibrücken-Birkenfeld             |  |  |       |  |  |                       |  |  |                 |  |
|                              |                          | Massimiliano I di Baviera                          | Federico Michele di Zweibrücken-Birkenfeld             |  |  |       |  |  |                       |  |  |                 |  |
|                              |                          | Massimiliano I di Baviera                          | Maria Francesca del Palatinato-Sulzbach                |  |  |       |  |  |                       |  |  |                 |  |
| Augusta di Baviera           |                          | Massimiliano I di Baviera                          |                                                        |  |  |       |  |  |                       |  |  |                 |  |
|                              |                          | Augusta Guglielmina d'Assia-Darmstadt              | Giorgio Guglielmo d'Assia-Darmstadt                    |  |  |       |  |  |                       |  |  |                 |  |
|                              |                          | Augusta Guglielmina d'Assia-Darmstadt              | Giorgio Guglielmo d'Assia-Darmstadt                    |  |  |       |  |  |                       |  |  |                 |  |
|                              |                          | Augusta Guglielmina d'Assia-Darmstadt              | Maria Luisa Albertina di Leiningen-Dagsburg-Falkenburg |  |  |       |  |  |                       |  |  |                 |  |
|                              |                          | Augusta Guglielmina d'Assia-Darmstadt              |                                                        |  |  |       |  |  |                       |  |  |                 |  |